# Pasqual Pérez Choví

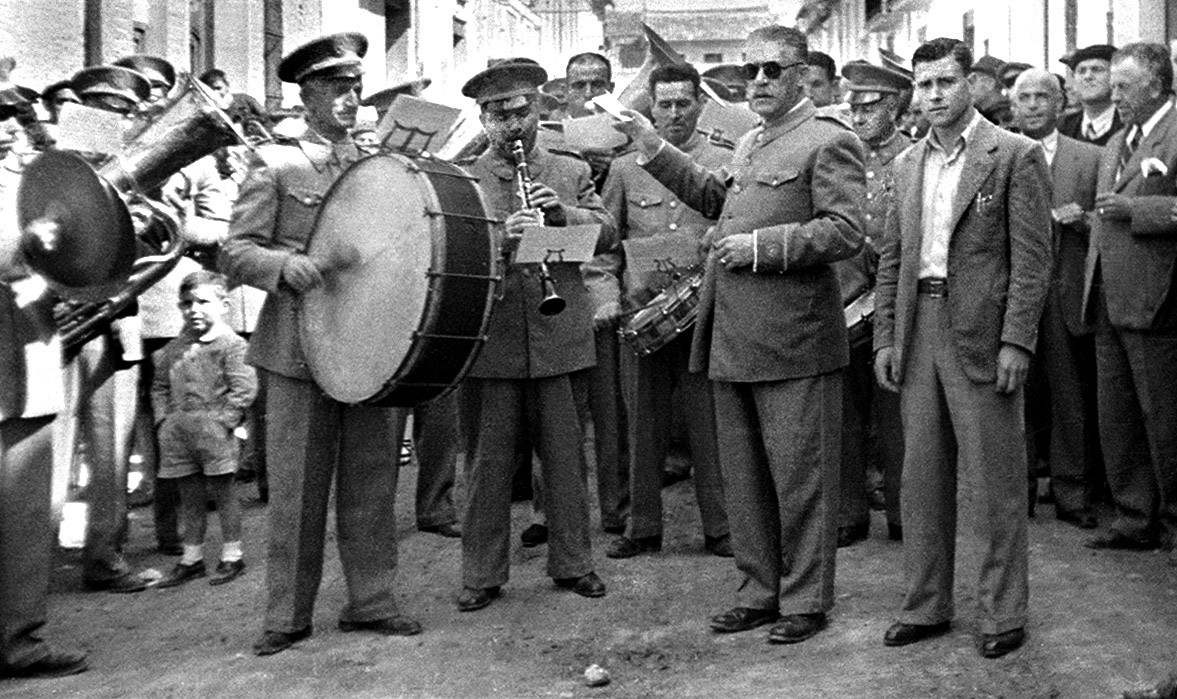
Estrena del Pasdoble Juliet, Alginet (Ribera Alta-País Valencià, 1947). D'esquerra a dreta Justiniano Latorre Rubio tocant el clarinet, Pasqual Pérez Choví dirigint i Juliet el pilotari

Pasqual Pérez Choví (Carlet, 26 de febrer de 1889 - Alginet, 3 de desembre de 1953) va ser un director d'orquestra i compositor valencià.
Va iniciar els seus estudis musicals a l'edat de 7 anys, prenent lliçons de solfeig i clarinet del professor Aguado, director de la Banda Municipal de València. Als 8 anys entrà com a aprenent a la notaria d'Alginet amb el notari titular Joan Barberà. Als 11 anys va començar a tocar en aquesta banda; primer el clarinet en Mi bemoll i després en Si bemoll. A partir de 1920 va continuar els seus estudis amb el mestre Navarro, director de la capella militar de València. A partir de 1923 va dirigir la banda de música de la Societat Artística Musical d'Alginet. Amb aquesta agrupació va guanyar dos segons premis al Certamen Internacional de Bandes de Música Ciutat de València, els anys 1924 i 1925. El 1926 va estrenar en aquest Certamen el pasdoble Pepita Greus, i hi va obtenir el primer premi; el clarinetista i compositor Justiniano Latorre Rubio n'interpretà el solo. L'any 1979 s'inscriu la seua obra en la Biblioteca Musical de Compositors Valencians de l'Excel·lentíssim Ajuntament de València, i també està recopilada en la Societat General d'Autors d'Espanya.
Va ser treballador del Banco Popular Español, i hi arribà a ser oficial primer, segons consta en la plantilla oficial d'1 de gener de 1936.

## Obra
- Pepita Greus, pasdoble (dedicat a la poetessa Ángela Josefa Greus Sáez), 1925
- El colegial, pasdoble.
- Flores de España, pasdoble.